# Lista postaci serialu Gwiezdne wrota
Poniżej znajduje się lista postaci występujących w serialu Gwiezdne wrota oraz związanych z nim filmach pełnometrażowych, zatytułowanych Gwiezdne wrota: Arka Prawdy oraz Gwiezdne wrota: Continuum.
| Postać           | Aktor                 | Sezony | Sezony | Sezony | Sezony | Sezony    | Sezony    | Sezony    | Sezony    | Sezony    | Sezony    | Filmy                       | Filmy                     |
| Postać           | Aktor                 | 1      | 2      | 3      | 4      | 5         | 6         | 7         | 8         | 9         | 10        | Gwiezdne wrota: Arka Prawdy | Gwiezdne wrota: Continuum |
| ---------------- | --------------------- | ------ | ------ | ------ | ------ | --------- | --------- | --------- | --------- | --------- | --------- | --------------------------- | ------------------------- |
| Jack O’Neill     | Richard Dean Anderson | Główna | Główna | Główna | Główna | Główna    | Główna    | Główna    | Główna    | Gościnnie | Gościnnie |                             | Główna                    |
| Daniel Jackson   | Michael Shanks        | Główna | Główna | Główna | Główna | Główna    | Gościnnie | Główna    | Główna    | Główna    | Główna    | Główna                      | Główna                    |
| Samantha Carter  | Amanda Tapping        | Główna | Główna | Główna | Główna | Główna    | Główna    | Główna    | Główna    | Główna    | Główna    | Główna                      | Główna                    |
| Teal’c           | Christopher Judge     | Główna | Główna | Główna | Główna | Główna    | Główna    | Główna    | Główna    | Główna    | Główna    | Główna                      | Główna                    |
| George Hammond   | Don S. Davis          | Główna | Główna | Główna | Główna | Główna    | Główna    | Główna    | Gościnnie | Gościnnie | Gościnnie |                             | Gościnnie                 |
| Jonas Quinn      | Corin Nemec           |        |        |        |        | Gościnnie | Główna    | Gościnnie |           |           |           |                             |                           |
| Cameron Mitchell | Ben Browder           |        |        |        |        |           |           |           |           | Główna    | Główna    | Główna                      | Główna                    |
| Hank Landry      | Beau Bridges          |        |        |        |        |           |           |           |           | Główna    | Główna    | Główna                      | Gościnnie                 |
| Vala Mal Doran   | Claudia Black         |        |        |        |        |           |           |           | Gościnnie | Gościnnie | Główna    | Główna                      | Główna                    |

## Główne postaci
- Richard Dean Anderson (w filmie pełnometrażowym Kurt Russell) jako Jonathan „Jack” O’Neill – pułkownik i weteran operacji specjalnych United States Air Force, który poprowadził pierwszą misję przez wrota w filmie Gwiezdne wrota. W pilotażowym odcinku serialu zostaje przywrócony do służby jako dowódca SG-1, którą dowodzi przez pierwsze siedem sezonów. Na początku sezonu ósmego otrzymuje awans na generała brygady i przejmuje dowodzenie nad SGC. Przeniesiony do Waszyngtonu przed sezonem dziewiątym, gdy otrzymuje awans na generała.
- Amanda Tapping jako Samantha Carter – astrofizyk i kapitan Sił powietrznych Stanów Zjednoczonych, który dołącza do SG-1 pod dowództwem płk O’Neilla w pilotażowym odcinku serialu. Awansuje później kolejno na majora (3. sezon), oraz podpułkownika (8. sezon). Zastępca dowódcy SG-1. Pełni rolę eksperta z dziedziny teoretycznej astrofizyki, jest również liderem w dziedzinie technologii wrót i tuneli czasoprzestrzennych. Przez krótki czas była nosicielem Tok’Ra Jolinar.
- Michael Shanks (w filmie pełnometrażowym James Spader) jako dr Daniel Jackson – specjalista w dziedzinie archeologii i kultury starożytnego Egiptu. Jego teorie o piramidach doprowadzają do udziału w pierwszej misji przez Gwiezdne wrota. Po zniszczeniu Ra na Abydos, Daniel postanawia zostać na tej planecie i bierze ślub z Sha’uri (Sha’re). Jednak kiedy Apofis porywa ją, powraca na Ziemię i dołącza do drużyny SG-1, mając nadzieję odnaleźć swoją żonę. Jest częścią SG-1 do momentu przejścia na wyższy poziom egzystencji na koniec piątego sezonu. Po przeciwstawieniu się zasadzie nieingerencji w świat materialny powraca do ciała na początku siódmego sezonu. W ostatnich sezonach utrzymuje bliższą znajomość z Valą Mal Doran. Jest utalentowanym lingwistą znającym ponad 23 języki[1]; poznaje w toku serii także języki obcych ras, takich jak Pradawni czy Goa’uld.
- Christopher Judge jako Teal’c – małomówny wojownik Jaffa z planety Chulak, były pierwszy przyboczny Apophisa. Zostaje członkiem SG-1 w nadziei, że zdołają oni pokonać Goa’uldów i to doprowadzi do wyzwolenia jego narodu (Jaffa). Ma ponad 100 lat[2] i podczas służby Goa’uldom poznał wiele języków, ras i technologii. Ma syna o imieniu Rya’c i żonę Drey’auc, którzy mieszkają na Chulak. Jego nauczycielem, a zarazem serdecznym przyjacielem jest mistrz Bra’tac. Najczęściej używanym przez niego słowem jest „Indeed” („W istocie”). Charakterystyczną cechą wyglądu Teal’ca jest tatuaż wykonany ze złota znajdujący się na czole.
- Don S. Davis jako George Hammond – generał major United States Air Force, dowódca SGC w ciągu pierwszych siedmiu lat trwania programu, przejmując schedę po generale West’cie. Odpowiada bezpośrednio przed prezydentem i szefami sztabów. Pomimo nacisków, by wykorzystywać swoją pozycję do kradzieży obcych technologii pozostaje przy utrzymywaniu przyjaznych kontaktów z obcymi i pozyskiwaniu sojuszników wśród obcych ras. Pochodzi z Teksasu i ma dwie wnuczki Kaylę i Tessę[3]. W 2004 roku zwolniony ze stanowiska i awansowany. Przydzielony został do nadzorowania programów dotyczących bezpieczeństwa Ziemi. Jego miejsce zajął Jack O’Neill.

Davis zmarł na atak serca 29 czerwca 2008 roku, krótko przed emisją filmu Gwiezdne wrota: Continuum, a jego śmierć została później wpisana w uniwersum gwiezdnych wrót.
Za rolę Hammonda Don S. Davis został nominowany do nagrody Leo w kategorii Najlepszy drugoplanowy występ męski w serialu dramatycznym (Dramatic Series: Best Supporting Performance by a Male) za występ w odcinku sezonu siódmego Heroes, Part 2.
- Corin Nemec jako Jonas Quinn – naukowiec pochodzący z państwa Kelowna na planecie Langara. Jonas opuszcza swoich rodaków po tym jak Daniel Jackson poświęca się by ocalić jego rodaków od katastrofy i przyłącza się do SG-1 w jego zastępstwie. Ma fotograficzną pamięć i zdolność do szybkiego przyswajania dużej ilości informacji. Po tym jak na początku siódmego sezonu powraca Daniel, Jonas decyduje się powrócić na rodzimą planetę.
- Beau Bridges jako Henry „Hank” Landry – generał United States Air Force, który zostaje na początku sezonu dziewiątego wyznaczony nowym dowódcą SGC, zastępując na tym miejscu Jacka O’Neilla. Jego córka, Carolyn Lam, jest oficerem medycznym i również pracuje dla SGC.
- Ben Browder jako Cameron „Cam” Mitchell – podpułkownik (a później pułkownik) United States Air Force, który zostaje wyznaczony na nowego dowódcę SG-1 na początku dziewiątego sezonu. Mitchell pojawia się po raz pierwszy w odcinku Avalon, jako dowódca eskadry F-302, która uczestniczy w bitwie na Antarktydzie[7]. Mitchell ratuje statek SG-1 przed zniszczeniem przez jednego z Alkeshy, w wyniku czego rozbija się i został ciężko ranny. Po przejściu ciężkiej rehabilitacji, może wybrać stanowisko jakie sobie zażyczy, dlatego dołącza do SG-1. Stara się ponownie zjednoczyć grupę pod swoim dowództwem.

Za rolę tę Ben Browder był nominowany do nagrody Saturna w 2006 roku w kategorii Najlepszy drugoplanowy aktor telewizyjny.
- Claudia Black jako Vala Mal Doran – złodziejka i oszustka z nienazwanej planety oraz były ludzki gospodarz Goa’ulda Qetesh. Po raz pierwszy pojawia się w serialu w 12. odcinku ósmego sezonu pt. Lot Prometeusza (Prometheus Unbound), gdy kradnie ziemski statek kosmiczny Prometeusz, na którym poznaje Daniela Jacksona. W sezonie dziewiątym wraz z Danielem odkrywa nowe zagrożenie dla naszej galaktyki – Ori i ich kapłanów. Uniemożliwia im później dotarcie do Drogi mlecznej, niszcząc pierwsze superwrota, w wyniku czego zostaje jednak przeniesiona do innej galaktyki. Na początku dziesiątego sezonu, po narodzinach córki Adrii, zostaje członkiem drużyny SG-1.

Za rolę tę Claudia Black była nominowana do nagrody Saturna w 2006 roku w kategorii Najlepsza drugoplanowa aktorka telewizyjna, zdobyła także Constellation Award w kategorii najlepszy kobiecy fantastycznonaukowy występ telewizyjny w 2007 roku.

## Personel SGC
- Generał W.O. West – postać z filmu Gwiezdne Wrota grana przez Leona Rippya. Poprzednik generała Hammonda na stanowisku dowódcy SGC. Pojawia się w oryginalnym filmie Gwiezdne wrota z 1994 roku, grany przez Leona Rippy’ego. To on reaktywował do czynnej służby pułkownika Jacka O’Neilla i wysłał jego wraz z dr Danielem Jacksonem na pierwszą misję przez wrota do Abydos.
- Janet Fraiser – postać grana przez Teryl Rothery. Początkowo w stopniu kapitana, później majora. Jest specjalistką od rzadkich, egzotycznych chorób zdolna w każdej chwili do udzielenia pomocy. Mając dostęp do larwy Goa’ulda, Teal’ca zdobyła doświadczenie przy utrzymywaniu przy życiu symbionta. Nie boi się użyć swej pozycji by inni oficerowie nie wymigali się od badań. Adoptowała i wychowywała jedyną ocalałą osobę z planety Hanka – jedenastoletnią dziewczynkę Cassandrę. Janet zrobi wszystko by uratować życie swoim pacjentom. Wiele razy pomagała innym dobrą radą, ale także poradą medyczną i chęcią niesienia pomocy. W imię tych wartości oddała własne życie, niosąc pomoc rannemu żołnierzowi na polu walki. Była wielkim przyjacielem drużyny SG-1, a szczególnie Sam.
Janet wstąpiła do armii między ślubem a rozwodem. Przeszła trening z broną palną, ale nie używała jej często do czasu incydentu przejęcia bazy przez Hathor, podczas którego Fraiser i reszta kobiet odzyskała kontrolę nad SGC. Gdy Nirrti przebywała w celi, posiadając informacje, które mogły pomóc Cassandrze wyzdrowieć z choroby genetycznej, Janet uśpiła strażnika i groziła Goa’uldowi bronią, żądając informacji. Janet miała alergię dlatego brała leki przeciwhistaminowe. Fakt ten raz był decydujący podczas rozwiązania problemu zarazy panującej w SGC. Posiadała swoją własną drużynę SG, z którą nieraz wyruszała na inne planety. Zginęła, ratując życie postrzelonemu przez Jaffa żołnierzowi. Potem pojawia się jeszcze raz w 9 sezonie, kiedy SG-1 z różnych wymiarów trafiają do tego „naszego”.
- MacKenzie – postać grana przez Erica Schneidera. Psychiatra, członek personelu medycznego SGC, który nie posiada biura na jej terenie. Posiada doświadczenie w dziedzinie hipnozy i psychiatrii. Jego zdolności pozwoliły mu wyjawić prawdę o śmierci Daniela. Leczył schizofrenię Daniela, gdy ten został zainfekowany wynalazkiem Machellego.
- Charles Kawalsky – grany w filmie przez Johna Diehla (tam był podpułkownikiem), a w serialu przez Jaya Acovone (tam był majorem). Był drugim oficerem po O’Neillu w pierwszej misji na Abydos. Po powrocie do domu, Kawalsky i reszta uczestników misji decydują się nie opowiadać co tak naprawdę miało miejsce podczas wyprawy przez wrota. W pierwszym odcinku serialu Gwiezdne wrota, Kawalsky towarzyszy O’Neillowi w podróży na Abydos. Po powrocie zostaje przydzielony, jako dowódca, do SG-2. Podczas misji na Chulak razem z SG-1, Kawalsky zostaje nosicielem młodego Goa’ulda, który zaczyna przejmować nad nim kontrolę. Kawalsky umiera w następnym odcinku, gdy pomimo operacji Goa’uld przejmuje całkowitą kontrolę. Mimo wszystko postać Kawalsky’ego powraca w kilku następnych odcinkach jako postać z innego wymiaru lub wirtualnej rzeczywistości.
- Walter Harriman (Walter) – postać grana przez Gary’ego Jonesa. Sierżant, technik odpowiedzialny za wybieranie współrzędnych oraz prace pomieszczenia kontrolnego wrót. Uczestniczył w misji zniszczenia statku Anubisa, towarzyszył Hammondowi podczas pobytu na Prometeuszu. Był asystentem O’Neilla, gdy ten był dowódcą SGC.
- Catherine Langford – naukowiec i córka znanego archeologa, który w 1928 roku w Gizie odkrył Gwiezdne wrota, lecz nie był w stanie zrozumieć ich przeznaczenia. Dr Langford rekrutuje dr. Daniela Jacksona w program Gwiezdnych wrót, dzięki czemu udaje się je uruchomić.
  - Postać występuje zarówno w filmie pełnometrażowym z 1994 roku, jak i w serialu Stargate SG-1.
  - Postać była grana aż przez pięć aktorek.

## Abydosianie
Mieszkańcy Abydos są prostymi ludźmi, których populację liczy się w tysiącach. Goa’uld Ra, który władał nimi, zabraniał im pisania i czytania w obawie, że ludzie poznają prawdę o własnym pochodzeniu. Po śmierci Ra wielu mieszkańców zamieszkuje w pobliżu Wrót. Po zniszczeniu Ra, uwierzywszy, że nie jest on ich bogiem, zaprzestali także wydobycia naquadah. Wielu nauczyło się angielskiego od doktora Jacksona, który żył z nimi przez rok.
- Erick Avari jako Kasuf, przywódca Abydozjan, ojciec Sha’re i Ska’ary. Gdy Sha’re, będąca nosicielką Amonet, przybywa na Abydos, by urodzić dziecko Apofisa, Kasuf pomaga Danielowi ukryć nowo-narodzonego Shifu przed siłami Heru’ura. Kasuf pojawia się ostatni raz, przedstawiając Shifu drużynie SG-1 pod koniec sezonu czwartego.
- Alexis Cruz jako Skaara, syn Kasufa i brat Sha’re. W filmie, Ska’ara i jego przyjaciele pomagają O’Neillowi i jego oddziałowi pokonać Ra. W serialu Skaara zostaje nosicielem syna Apofisa – Klorela wbrew własnej woli. SG-1 opanowuje statek Klorela, ale Ska’ara odzyskuje kontrolę nad własnym ciałem tylko na chwilę. O’Neill strzela do Klorela, by ten nie zabił Dr. Jacksona. Bra’Tac umieszcza Klorela w sarkofagu. Klorel i Apofis uciekają tuż przed zniszczeniem ich statków. Około rok później, statek Klorela rozbija się na planecie Tollan, gdy ten ucieka przed siłami Heru-ura. Klorel zostaje ranny w wypadku co pozwala Ska’arze odzyskać kontrolę nad swym ciałem. Tollanie urządzają proces o prawo do używania ciała między Ska’arą a Klorelem. Ska’ara wygrywa, w wyniku czego symbiont – Klorel zostaje usunięty z jego ciała. Ostatni raz spotyka SG-1 pod koniec sezonu 6tego. Ska’ara pomaga SG-1 w poszukiwaniu Oka Ra na Abydos. Ska’ara zostaje śmiertelnie ranny w walce z siłami Anubisa również szukającymi Oka, ale z pomocą Omy Desali wstępuje na wyższy poziom egzystencji.
- Mili Avital (film) oraz Vaitiare Bandera (serial) jako Sha’re (w filmie Sha’uri), córka Kasufa, siostra Ska’ary i żona Daniela Jacksona. W filmie, jej ojciec Kasuf, ofiaruje ją Danielowi Jacksonowi jako prezent, chociaż Daniel początkowo odmawia, później się w sobie zakochują. Po roku małżeństwa, wbrew własnej woli zostaje nosicielką Amonet. Pod koniec sezonu drugiego Daniel spotyka Sha’re podczas wizyty na Abydos. Rodzi ona wkrótce dziecko, chłopca imieniem Shifu, którego ojcem okazuje się Apofis. Dziecko zostaje ukryte gdy symbiont Sha’re – Amonet – śpi na czas ciąży swej nosicielki. Amonet i Sha’re powracają niedługo potem podczas bitwy na Abydos. Amonet atakuje Daniela swoim urządzeniem ręki. W tym momencie Sha’re przesyła Danielowi informację, by Daniel ruszył na poszukiwanie miejsca zwanego Kheb. Teal’c zmuszony jest zastrzelić Amonet/Sha’re by uratować życie Daniela.

## Przymierze czterech wielkich ras galaktyki
Przymierze, które zostało zawiązane pomiędzy czterema wysokorozwiniętymi rasami we wszechświecie, okresowo spotykając się i prowadząc dysputy na ważne z ich punktu widzenia tematy. Przymierze zawiązali Pradawni, Asgard, Noxowie i Furlingowie. SG-1 spotykają podczas swoich wypraw przedstawicieli trzech z tych ras.

### Pradawni
- Carla Boudreau oraz Mel Harris jako Oma Desala – pradawna, która ascendowała. Nazywana jest czasem Matką Naturą. Oma popełniła pomyłkę, pomagając upadłemu Władcy Systemu, Anubisowi, ascendować, za co została ukarana przez innych Pradawnych. Pomimo kary, nadal uważa, że jej obowiązkiem jest pomagać istotom niższym w odnalezieniu „drogi do oświecenia”, nawet kosztem mieszania się w sprawy niższego poziomu egzystencji (co jest zakazane wśród Pradawnych). Razem z tymi, którzy ją popierają, jest o włos od ściągnięcia na siebie gniewu pobratymców. Wobec tego udziela jedynie wskazówki, pozostawiając samym zainteresowanym ostateczną decyzję o przejściu na wyższy poziom egzystencji. SG-1 po raz pierwszy spotyka Omę podczas poszukiwania Shifu, syna Apofisa, na planecie Kheb. Oma ochrania SG-1 przed atakiem oddziału Jaffa. Ponad rok później Oma pomaga ascendować Danielowi, po tym, jak otrzymuje on śmiertelną dawkę promieniowania. W czasie ataku Anubisa na Abydos pomaga ascendować jej mieszkańcom. Oma Desala pojawia się w serialu ostatni raz, gdy Daniel umiera raniony przez replikatory i próbuje przekonać go by znowu ascendował. Daniel się zgadza, ale wcześniej przekonuje ją, by powstrzymała Anubisa, co też czyni, wdając się z nim w wieczną walkę, by nie mógł on już siać zniszczenia w galaktyce.
- Sean Patrick Flanery i Cameron Bright jako Orlin, wygnany przez pobratymców ascendent.

### Noxowie
Są pokojowo nastawioną, kochającą naturę rasą i są jedną z najstarszych i najbardziej zaawansowanych w galaktyce. Są bardzo podobni do ludzi, choć zarówno włosy, jak i ubiór odzwierciedlają ich leśne otoczenie. Wielu z nich żyje na łonie natury, pozostali przebywają w latającym mieście w pobliżu Wrót. Są wegetarianami. Twierdzą, że źródłem ich sił jest umysł. Posiadają zdolność (lub też technologię) maskowania wszystkiego i wszystkich, czynienia niewidzialnym bez względu na rozmiar obiektu. Posiadają kodeks etyczny, wierzą, że życie każdej istoty jest święte. Odmawiają brania udziału w jakimkolwiek działaniu dążącym do skrzywdzenia innej osoby, jeśli mogą być za to bezpośrednio odpowiedzialni. Nie walczą nawet w obronie własnej.
- Frida Betrani jako Lya – dziewczyna z rasy Nox. po raz pierwszy pojawia się, gdy jej rodzina przywraca ją do życia po tym, jak zabijają ją Jaffa Apofisa. Następnym razem proponuje azyl Tollanom na swej planecie. Ostatni raz pojawia się podczas procesu między Klorelem, a Ska’arą na Tollanie. To ona decyduje o zwycięstwie Ska’ary w tym procesie. Lya pomaga też Tollanom odeprzeć atak Goa’uldów na ich planetę.
- Armin Shimerman jako Antheus – stanowczy i milczący, nie chce dzielić się z mniej rozwiniętymi rasami wiedzą i technologią. Twierdzi, że oprócz wojen są i inne metody, a na naukę potrzeba dużo czasu.
- Ray Xifo jako Ohper – Ma 432 lata, zna wiele mądrych prawd życiowych, które przekazał SG-1.

## Tollanie
Tollanie to jedna z najbardziej zaawansowanych przesiedlonych ludzi. Są uparci, aroganccy i uważają, że każdy inny gatunek z technologią poniżej ich jest prymitywny. Ich prawo zakazuje im dzielenia się technologią z mniej zaawansowanymi gatunkami. Są pokojowo nastawionymi ludźmi. Rządzeni są przez demokratyczny skład wysoko postawionych Tollan (Kurią). Wielu z tych oficjałów silnie wierzy w niemalże ksenofobiczny styl życia kiedy chodzi o inne gatunki. Technologia jest tak daleko zaawansowana w porównaniu z ziemską, że skonstruowali nawet własne Gwiezdne Wrota (z pomocą Noxów).
Pierwotna planeta Tollan została zniszczona po podarowaniu sąsiedniej planecie (Sericie) technologii wyprzedzającej ich własną. Mieszkańcy Serity użyli tej technologii do wywołania wojny i zniszczenia samych siebie, czyniąc orbitę Tollany niestabilną. Gatunek został zmuszony do ewakuacji do innego świata, który nazwali Tollaną. Tollanie ponieśli porażkę z rąk Anubisa, którego wysłannik Tanith zmiótł stolicę Tollany z powierzchni ziemi. Tollanie ewakuowali całą planetę na statki, lecz wiele z nich zostało zestrzelonych. Nie wiadomo czy ktokolwiek przetrwał atak.
Znani przedstawiciele:
- Garwin Sanford jako Narim – jest wpływowym Tollaninem, który poznaje SG-1, gdy próbują oni uratować jego i grupę jego rodaków z planety, na której o mało nie umarł. Jest wyraźnie zainteresowany Samanthą Carter, później wyznaje jej swe uczucia. Po śmierci jednego z przywódców Tollan Omoc’a, Narim i SG-1 odkrywają, że rząd Tollany kolaborował z Goa’uldami. Narim decyduje się zrobić wszystko, by uchronić Ziemię przed zniszczeniem, ale Goa’uldowie rozpoczynają bombardowanie jego planety. Odprowadza SG-1 do wrót, a sam zostaje by dołączyć do swych rodaków w walce z agresorami. Niedługo potem Narim informuje Tau’ri o zniszczeniu Tollany. Transmisja tej wiadomości kończy się gwałtownie.

## Lagaranie
Lagaranie są rozdarci międzynarodowymi konfliktami. Rasa Langaran obejmuje mieszkańców trzech państw – Kelowny, Terranii i Andari. Jedynie w obliczu groźby Goa’uldów decydują się na kruche przymierze, pod kierownictwem Wspólnej Rady Rządzącej. Jednym z ich pierwszych działań było nazwanie ich świata Langarą. Kelownanie odkryli Gwiezdne wrota na swojej planecie ok. 1986 roku (ziemskiego czasu), wraz z licznymi artefaktami Goa’uldów. Również unikalną czyni planetę naquadria, pochodna naquadah, która została sztucznie stworzona przez władającego niegdyś planetą Goa’ulda Thanatosa. Naquadria znajduje się na terytorium Kelownan i to oni zbudowali z niej bombę, której użyli przeciwko swoim wrogim sąsiadom. Przez stulecia Langarańska kultura rozwijała się w izolacji od reszty galaktyki. Ich rozwój porównywalny jest ze Stanami Zjednoczonymi w połowie XX wieku. Gdy projekt budowy bomby naquadriowej przybrał zły obrót, Daniel Jackson poświęcił swoje życie, by powstrzymać przeładowanie urządzenia które wysadziłoby stolice Kelowny w powietrze. Jonas Quinn, dostarczając Ziemianom naquadrii, naraził się Rządowi Kelowny i był zmuszony prosić o azyl na Ziemi, jednak po tym jak planeta i jej trzy zjednoczone narody uniknęły zniewolenia przez Goa’ulda, wrócił do domu, pomagając budować nową przyszłość Langary.

## Pozostali
- Adria – Orici, przywódczyni wojsk Ori przybyłych do Galaktyki by zdobyć nowych wyznawców. Posiada nadprzyrodzone moce i wiedzę Ori[10]. Córka Vali Mal Doran. Dzięki modyfikacjom genetycznym dziewczynka dorasta w kilka dni i przejmuje dowództwo nad armią. Imię Adria nadała jej Vala po swojej macosze. Jest pobożną wyznawczynią wiary Ori i pragnie by jej matka również nawróci się na jej wiarę.

W rolę dorosłej Adrii wcieliła się Morena Baccarin. Czteroletnią Adrię zagrała Emma Rose, siedmioletnią – Jodelle Ferland, a dwunastoletnią – Brenna O’Brien.
- Lane Gates jako Shifu – Jest tzw. harcesisem, czyli ludzkim dzieckiem poczętym przez dwoje Goa’uldów: Apofisa i Amonet. Apofis miał nadzieję, że będzie on jego nowym nosicielem. Jako dziecko dwojga Goa’uldów posiada ich genetyczne wspomnienia. Po urodzeniu zostaje ukryty przez Kasufa i Daniela na Abydos. W niecały rok później Amonet dowiaduje się, gdzie on przebywa, więc zostaje wysłany na planetę Kheb, gdzie opiekuje się nim Oma Desala. Po następnym roku SG-1 spotyka Shifu i zaprasza go na Ziemię. Tau’ri proszą go, by podzielił się z nimi tym, co wie na temat Goa’uldów. Shifu jednak odmawia, ascenduje[11] i opuszcza Ziemię.

- Cassandra – Jest to młoda dziewczyna, która jako jedyna przeżyła zarazę na planecie Hanka (P8X-987). W jej ciele Nirrti umieściła bombę wzbogaconą w Naquadę. Ładunek zostaje rozbrojony, a dziewczynka zostaje adoptowana przez dr Janet Fraiser. Kilka lat później wirus, który doprowadził do zagłady ludność jej planety powoduje, że Cassandra zaczyna ewoluować w tzw. „hok’taur”, czyli zaawansowaną formę człowieka. SG-1 zawiera układ z Nirrti, która odwraca proces. Gdy SG-1 podróżuje w czasie z 1969 roku w przyszłość, spotykają tam Cassandrę jako staruszkę. To właśnie ona pomaga im trafić do właściwego roku.

- Tom McBeath jako Harry Maybourne, były pułkownik sił powietrznych USA. Jako członka NID, jego lojalność i moralność była cokolwiek wątpliwa. Po przymknięciu nielegalnych operacji NID Maybourne ucieka do Rosji, gdzie pomaga Rosjanom uruchomić ich własny program gwiezdnych wrót. W sezonie czwartym zostaje złapany, oskarżony o zdradę stanu i skazany na karę śmierci. Jack O’Neill kontaktuje się z Maybourne’em, by ten pomógł mu przywrócić generała Hammonda na stanowisko dowódcy SGC. Po udanym zakończeniu tej misji znowu znika, by po jakimś czasie znowu się pojawić z pomocą dla O’Neilla i SGC. Później zostaje on wygnany na inną planetę, gdzie po jakimś czasie znowu spotyka się z SG-1. Okazuje się, że został tam królem pod imieniem Arkhan I. Twierdził, że umie przewidywać przyszłość, co okazało się przekrętem. O’Neill zmusza go, by się przyznał publicznie, że nie ma żadnego daru przewidywania. Maybourne przyznał się, mimo to jego poddani zgodzili się by dalej był ich królem, bo mimo wszystko znacznie podniósł ich poziom życia.

- Ronny Coks jako Robert Kinsey, senator. Uważał, że gwiezdne wrota to worek bez dna, w dodatku zarządzany w niewłaściwy sposób, zagrażający „amerykańskiemu sposobowi życia”. Kinsey jest przewodniczącym jednej z komisji senackich i nadzoruje budżet USA przeznaczony na tajne projekty takie jak Gwiezdne Wrota. Na pewnym etapie Kinsey zupełnie ignoruje ostrzeżenie Daniela o nadciągającym ataku Goa’uldów, jednocześnie próbując zamknąć SGC. W sezonie siódmym Kinsey zostaje wiceprezydentem USA i próbuje przejąć kontrolę nad wrotami. Niedługo później Richard Woolsey przedstawia prezydentowi Hayesowi dowody na współpracę Kinseya z nielegalnie działającymi agentami NID. Prezydent Hayes dymisjonuje go. Ostatni raz Kinsey pojawia się pod koniec ósmego sezonu, gdzie SGC przekonuje Kinseya, by współpracował z nimi przy rozbiciu „Trustu”. Jednakże Goa’uldowie opanowali Trust, zdołali też uczynić nosiciela z Kinseya, dążąc do wywołania wojny nuklearnej między USA a Rosją. Kinsey ucieka na pokładzie Al’kesha, ale statek zostaje zniszczony z nim na pokładzie.

- John de Lancie jako Frank Simmons, był łącznikiem między NID a SGC po aresztowaniu pułkownika Maybourne’a za zdradę. Twierdzi, że ma na uwadze przede wszystkim dobro swego kraju, ale tak naprawdę chce osiągnąć własne cele. Simmons postrzelił O’Neilla w plecy, gdy Jack próbował złapać Goa’ulda, którego nosicielem był Adrian Conrad. Później Simmons wraz z paroma innymi ex-agentami NID porywa Prometeusza. Gdy Conrad ginie Goa’uld przenosi się na Simmonsa. SG-1 dostaje się na pokład Prometeusza, a O’Neill otwiera śluzę awaryjną, wypuszczając Simmonsa w przestrzeń, zabijając go w ten sposób.